# VI. Flakkorps
VI. Flakkorps foi uma unidade de defesa antiaérea da Luftwaffe que prestou serviço durante a Segunda Guerra Mundial.

## Comandantes
- Tenente-general Ludwig Schilffarth, 10 de Fevereiro de 1945 - 8 de Maio de 1945[1]